# Edward von Steinle

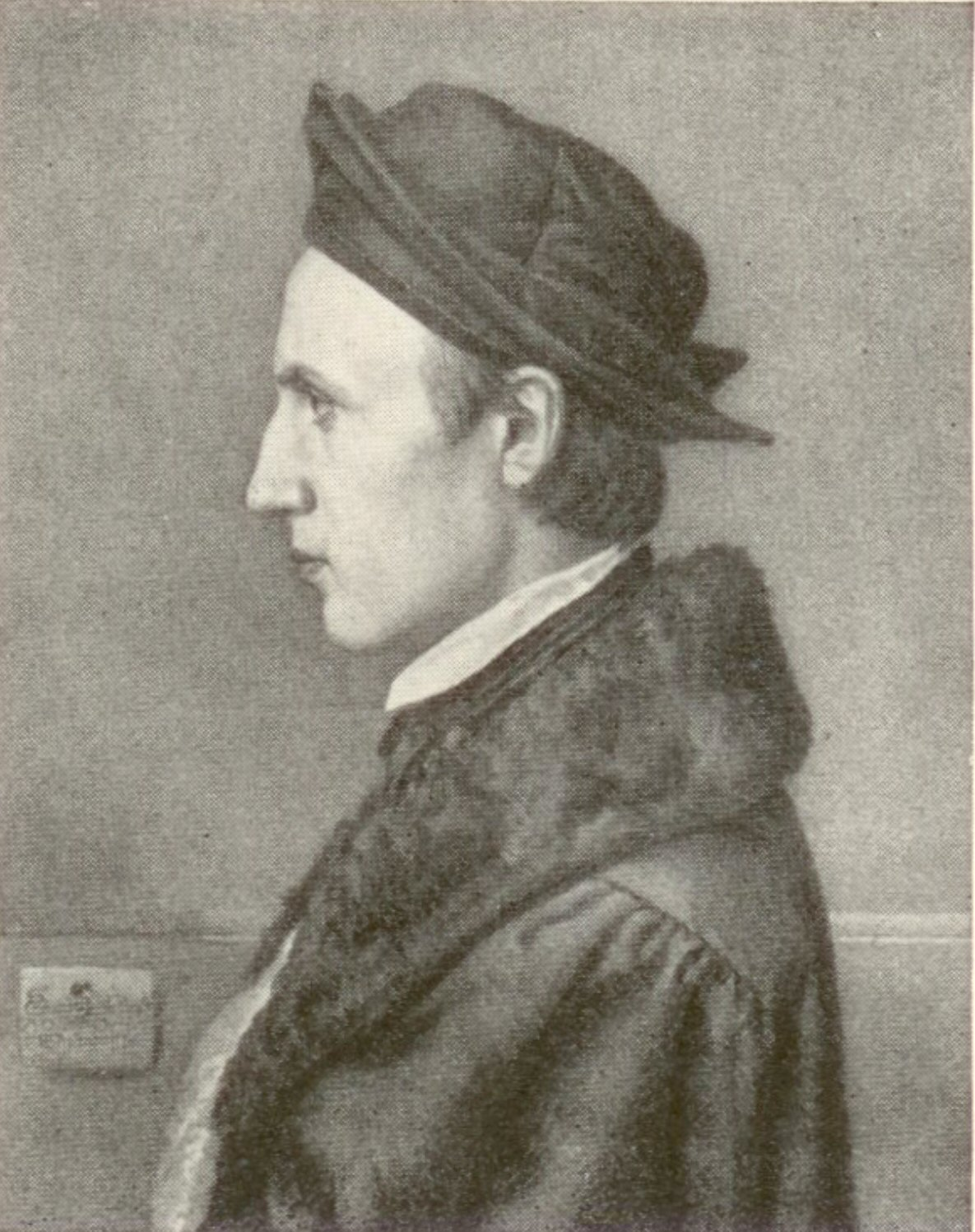
Edward von Steinle, Porträt von Valentin Schertle, 1846

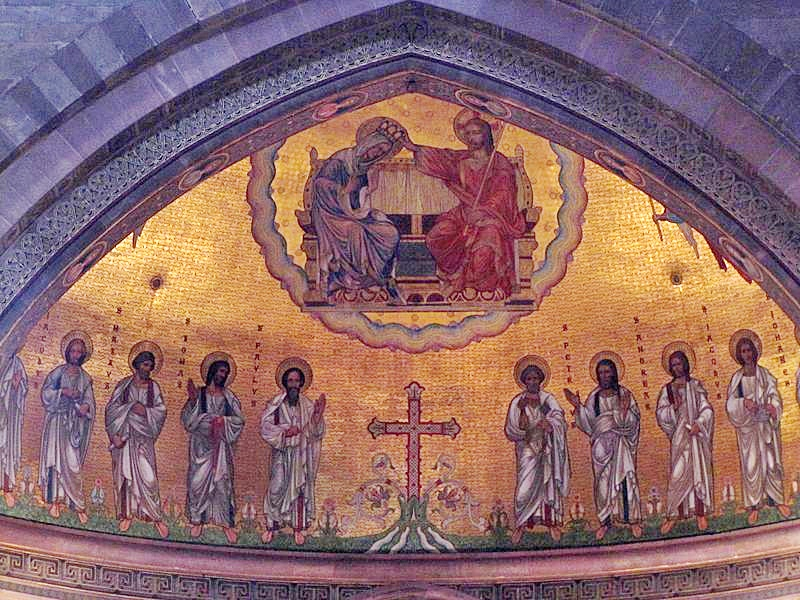
Chorfresko im Straßburger Münster

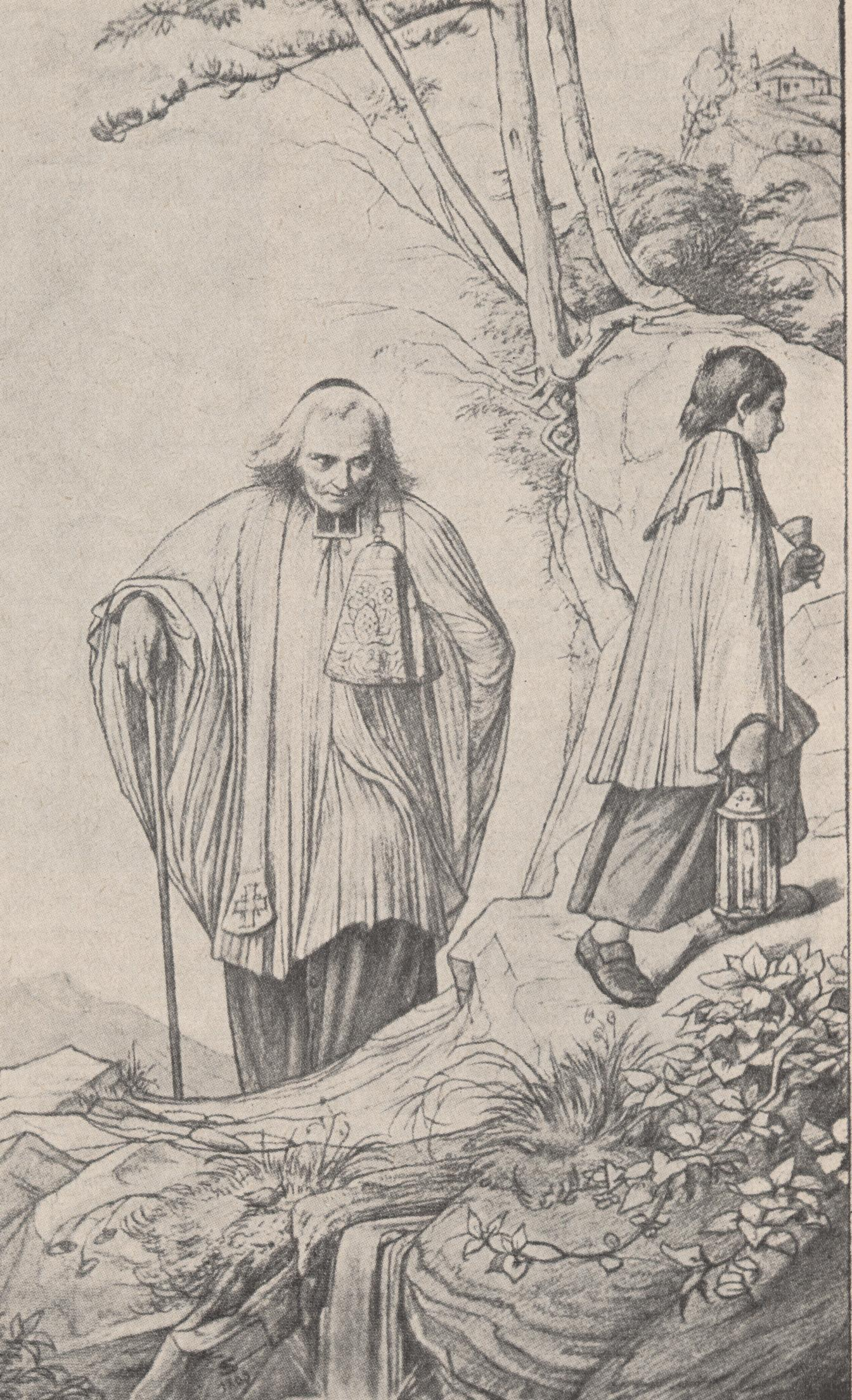
Landpfarrer trägt das Viaticum übers Gebirge, Zeichnung von Edward von Steinle, 1864, wobei der Künstler dem dargestellten Pfarrer die Gesichtszüge seines Freundes Bischof Nikolaus von Weis aus Speyer gab

Edward von Steinle (auch Eduard von Steinle; * 2. Juli 1810 in Wien; † 19. September 1886 in Frankfurt am Main) war ein österreichischer Maler des 19. Jahrhunderts.

## Leben und Werk
Edward von Steinle war Schüler der Akademie der bildenden Künste in Wien, später von Leopold Kupelwieser und ging 1828 nach Rom, wo er sich eng an Friedrich Overbeck und Philipp Veit anschloss und bis 1833 blieb. Nach Wien zurückgekehrt, wurde er für großjährig erklärt und heiratete am 10. April 1834 die Wienerin Karoline Kern. Danach lebte er mit einigen Unterbrechungen, unter anderem veranlasst durch einen Aufenthalt in München zur Erlernung der Freskotechnik bei Peter von Cornelius, in Frankfurt am Main und wurde dort 1850 erster Professor am Städelschen Institut.
1838 führte er in der Kapelle des Bethmann-Hollwegschen Schlosses Rheineck seine ersten Fresken aus. Von 1843 bis 1846 schuf er in Arkadenzwickeln im Domchor zu Köln Freskogemälde, die Engelchöre auf Goldgrund darstellen. 1844 malte er für den Kaisersaal zu Frankfurt am Main das Urteil Salomos. 1857 begann die Ausmalung der Ägidienkirche in Münster. Von 1860 bis 1863 beschäftigten ihn die vier großen, die Kulturentwicklung der Rheinlande schildernden Fresken im Treppenhaus des damaligen Wallraf-Richartz-Museums in Köln.
Dann malte er von 1865 bis 1866 die sieben Chornischen der Marienkirche in Aachen aus. Nach Beendigung der Ausschmückung der fürstlich Löwenstein-Wertheimschen Kapelle zu Kleinheubach mit Fresken und Ornamenten wurde ihm 1875 die Ausmalung des Chors im Münster zu Straßburg übertragen, und 1880 erhielt er vom Frankfurter Dombauverein den Auftrag, das Innere des Kaiserdoms vollständig auszumalen, wozu er einen umfangreichen Entwurf im Verein mit dem Architekten und Glasmaler Alexander Linnemann aufstellte. Mit Diplom vom 26. Februar 1879 wurden Steinle und seine ehelichen Nachkommen in den österreichische Ritterstand erhoben.
Steinle hat auch eine große Anzahl von meist religiösen Staffeleibildern geschaffen, aber auch Porträts und romantisch gehaltene Genrebilder (Der Türmer und Der Violinspieler in der Galerie Schack zu München); ferner eine Menge von Zeichnungen und Aquarellen, teils religiösen Inhalts, teils nach shakespeareschen und anderen Dichtungen. Diese Aquarelle haben meist einen romantischen Zug, den er schon frühzeitig durch den Verkehr mit Clemens Brentano angenommen hatte, dessen Dichtungen ihm ebenfalls mehrere Motive geboten haben.
Seine Hauptwerke dieser Gattung sind: Rheinmärchen und die mehreren Wehmüller nach Brentano, die Beichte in St. Peter zu Rom, Szene aus „Was ihr wollt“ von Shakespeare (in der Berliner Nationalgalerie), Schneeweißchen und Rosenrot und der Parzival-Cyklus, sämtlich Aquarelle.

## Ehrungen
In Frankfurt am Main ist die am Westeingang des Städel-Neubaus beginnende, parallel zum Main verlaufende Steinlestraße nach dem Künstler benannt.

## Verzeichnisse der Werke
- Edward von Steinle und August Reichensperger in ihren gemeinsamen Bestrebungen für die christliche Kunst. Bachem, Köln 1890 (Digitalisierte Ausgabe der Universitäts- und Landesbibliothek Düsseldorf).
- Alphons M. Steinle (Hrsg.): Eduard von Steinle, des Meisters Gesamtwerk, 1910 (Digitalisierte Ausgabe bei openlibrary).

## Galerie

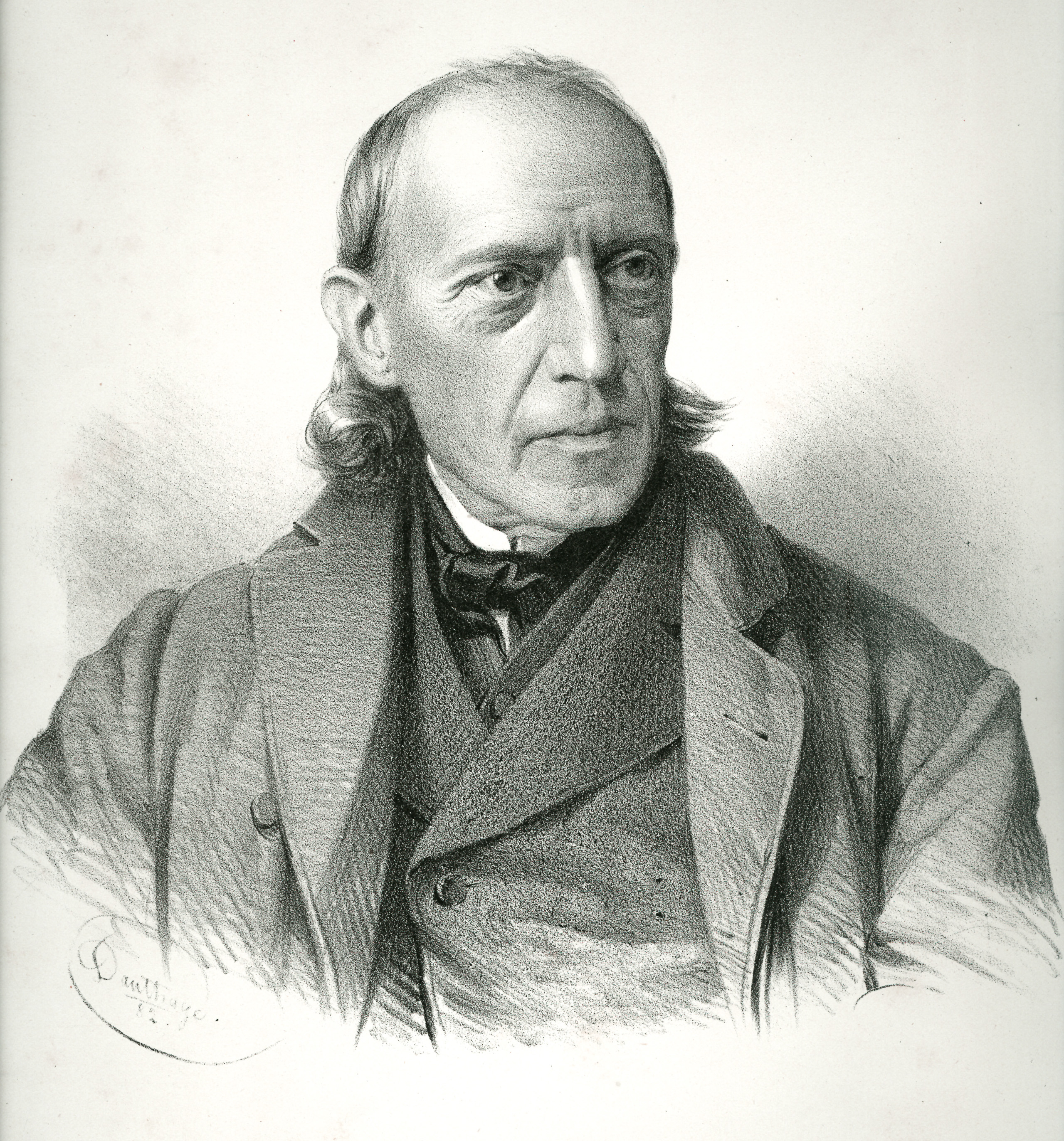
Eduard von Steinle. Lithographie von Adolf Dauthage
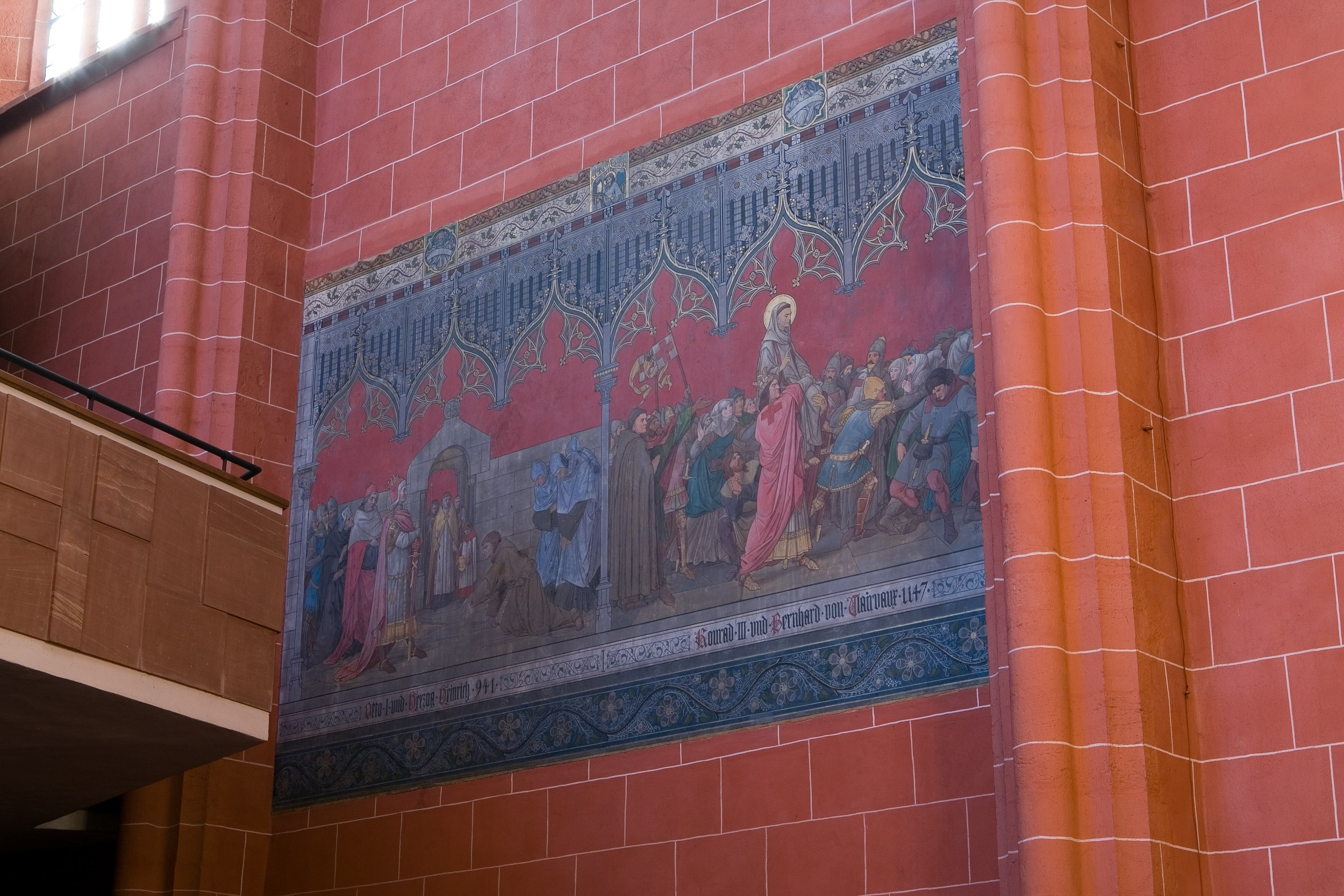
Wandmalerei von Edward von Steinle, im Südquerhaus des Frankfurter Doms
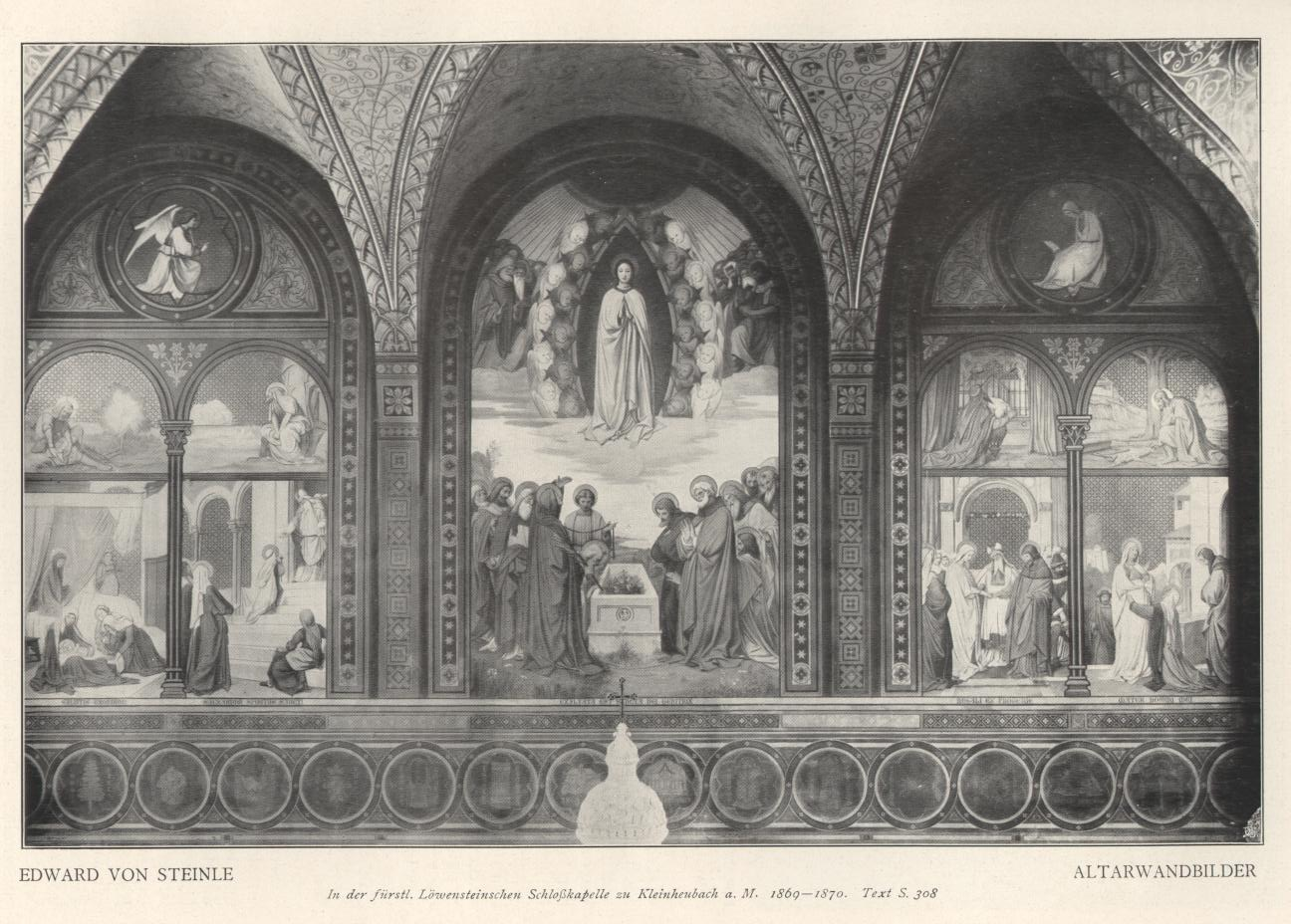
Historische Aufnahme der Hochaltarbilder von Edward von Steinle in der Kapelle von Schloss Löwenstein, Kleinheubach
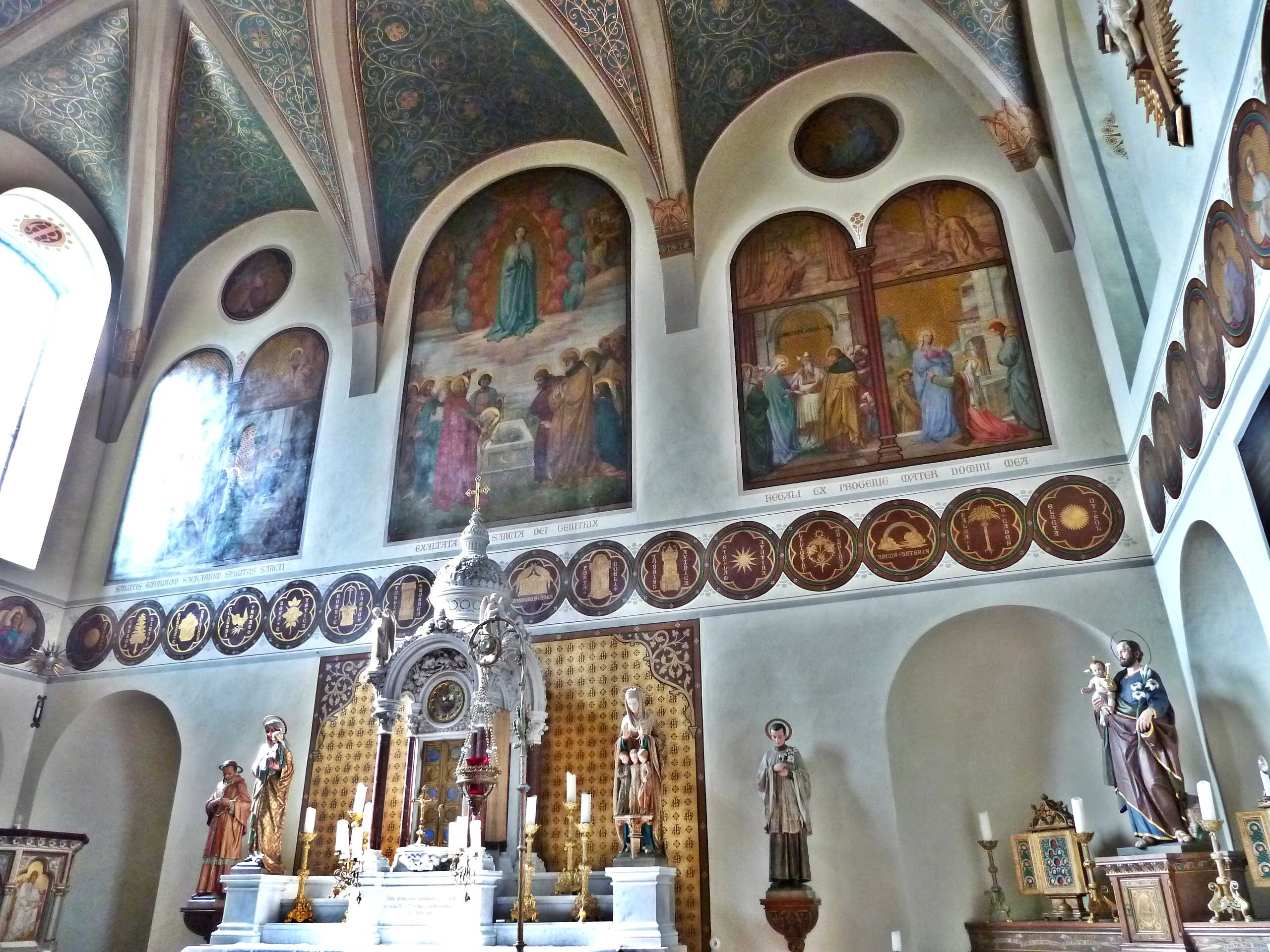
Kapelle Schloss Löwenstein (2014), Altarwand mit Gemälden Eduard von Steinles
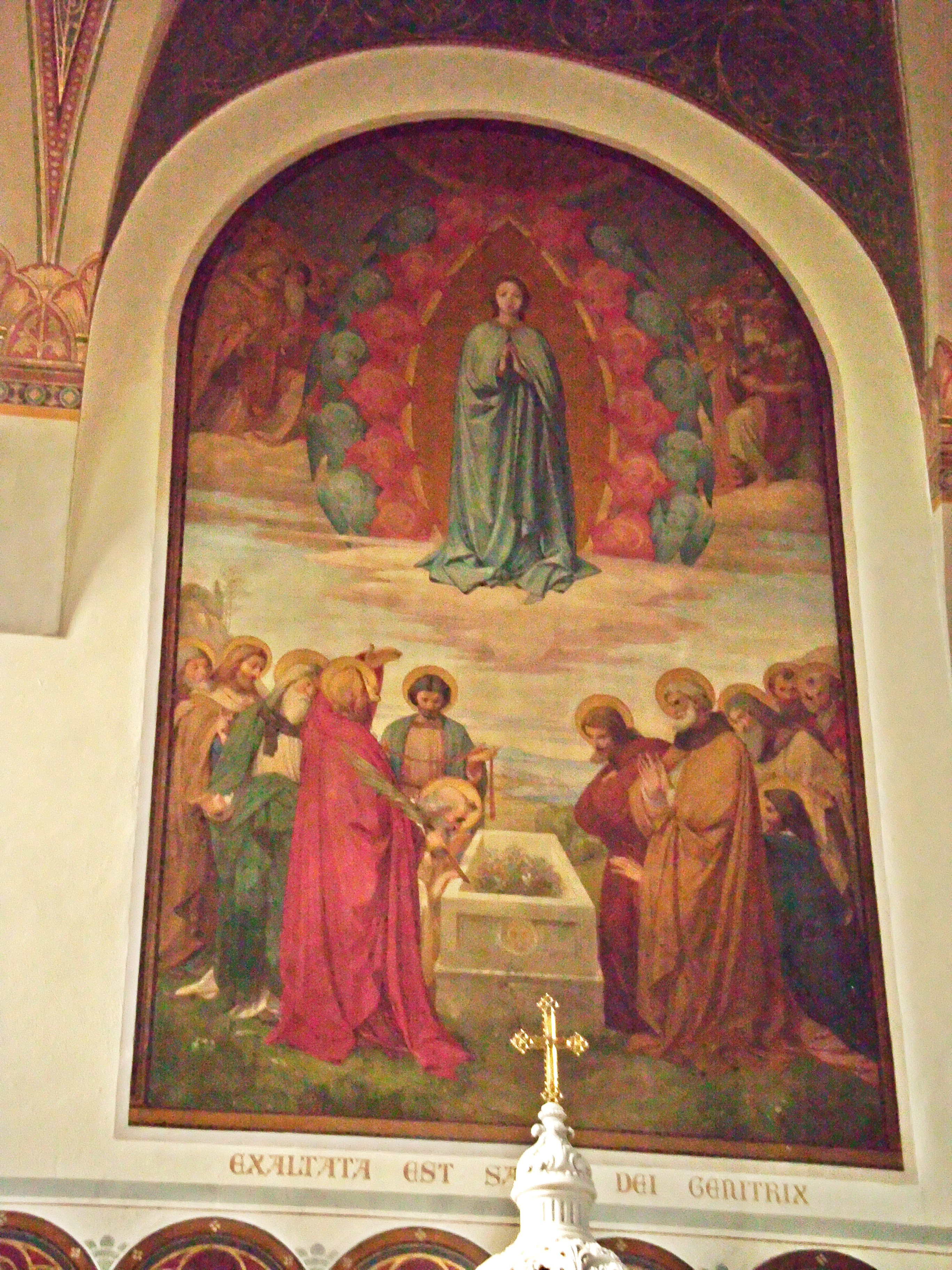
Mariä Aufnahme in den Himmel, Hochaltargemälde in der fürstlichen Hauskapelle von Schloss Löwenstein
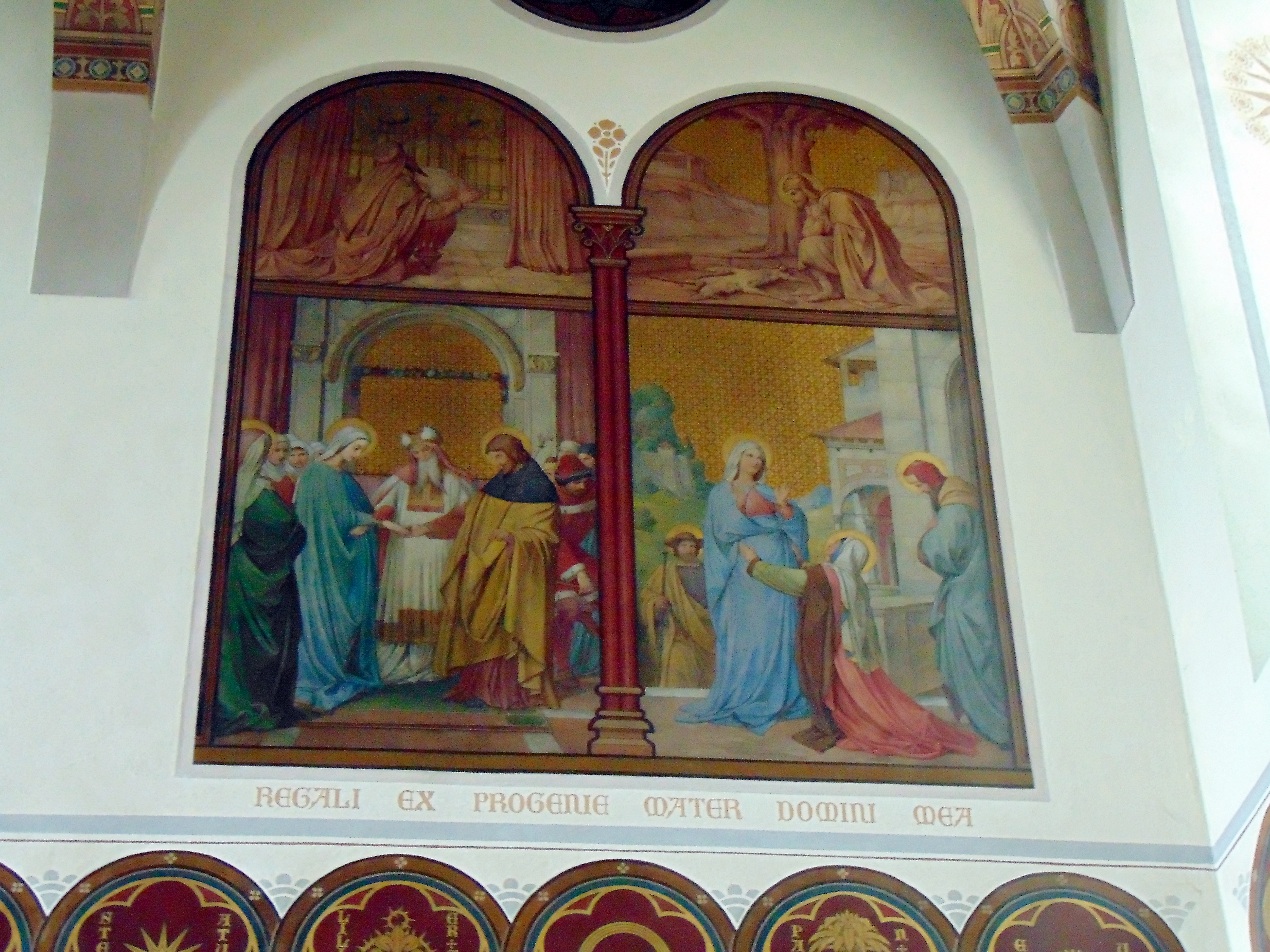
Eduard von Steinle, rechtes Hochaltargemälde in der Kapelle von Schloss Löwenstein
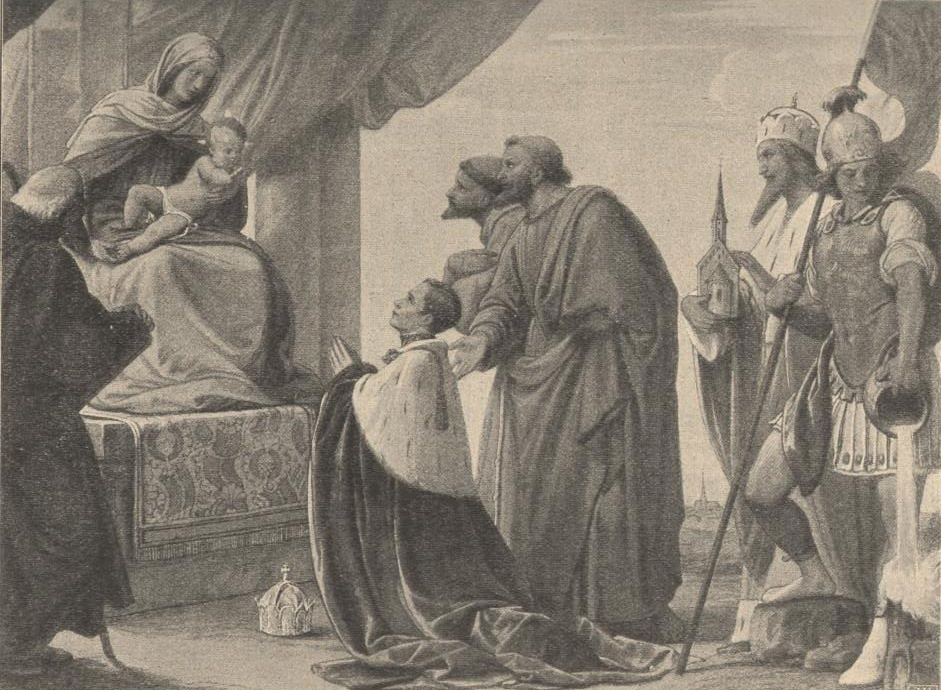
Kaiser Franz Joseph I. im Gebet, mit seinen Namens- und Hauspatronen; Edward von Steinle, um 1850
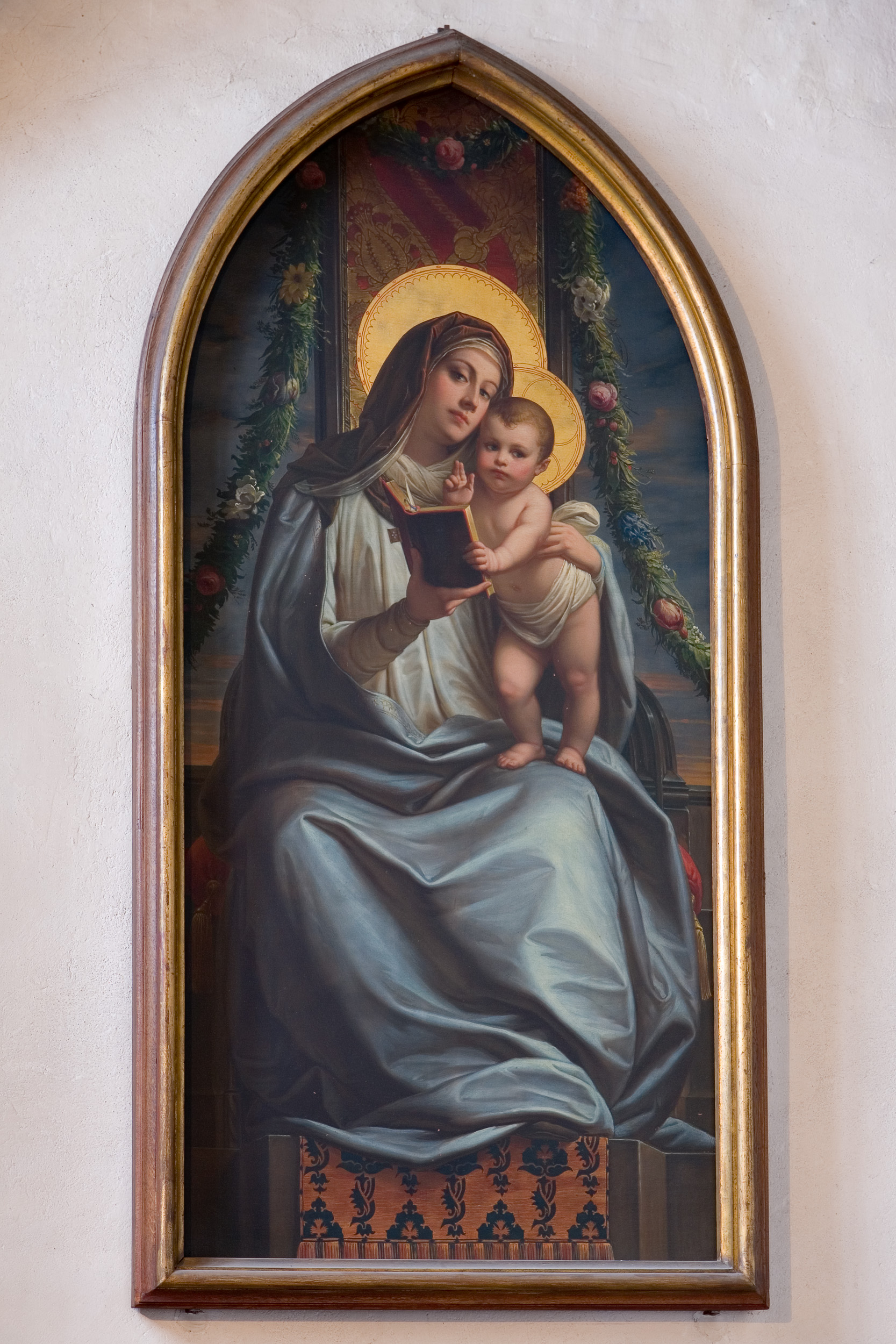
Marien-Altarbild in der Leonhardskirche (Frankfurt am Main)